# Growl

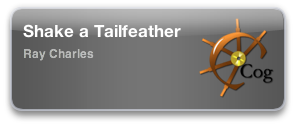
Пример всплывающего уведомления Growl

Growl — универсальная глобальная система оповещения пользователя в операционной системе Mac OS X. Так же портирована и под Windows. Используется многими программами для вывода уведомления, например, о новом почтовом сообщении, новых сообщениях RSS и пр. Многие программы имеют поддержку Growl для вывода уведомлений, например, Adium, Transmit, Skype, Transmission, Toast Titanium, StuffitExpander, и многие другие (полный список Архивная копия от 26 мая 2008 на Wayback Machine).
Список поддерживаемых программ увеличивается благодаря плагинам — как официальным, так и сторонним. Среди официальных (поставляемых в комплекте с программой): GrowlTunes (уведомления о смене трека в плеере iTunes), GrowlMail (уведомления о новых письмах в почтовой программе Mail), HardwareGrowler (уведомления о подключённых/отключённых устройствах и сетевых соединениях), GrowlSafari (уведомления об окончании скачивания файла). Прочие плагины добавляют поддержку Growl для программ, по умолчанию не поддерживающих этого. Например, системная панель SizzlingKeys добавляет уведомления для плеера iTunes а также дополнительная функциональность (настраиваемые «быстрые клавиши» для некоторых операций и др.)
Имеется поддержка достаточного количества настраиваемых стилей уведомления (кроме всплывающих уведомлений присутствует возможность уведомления голосом, отправка sms или e-mail); дополнительные стили можно скачать с сайта разработчика.
Распространяется бесплатно по лицензии BSD, встраивается в панель Системных Настроек. Для разработчиков, желающих добавить поддержку уведомлений Growl, доступен небольшой модуль для добавления в программу, который организует взаимодействие с пользовательским модулем, установленным в системе.